# Mucor bainieri
Mucor bainieri är en svampart som beskrevs av B.S. Mehrotra & Baijal 1963. Mucor bainieri ingår i släktet Mucor och familjen Mucoraceae.   Inga underarter finns listade i Catalogue of Life.